# Skovbrandene i Amazonas 2019
Skovbrandene i Amazonas 2019 er en række skovbrande i Amazonregnskoven, der startede i januar 2019. Brasiliens præsident Jair Bolsonaro, der  beskylder diverse ngo'er for at være skyld i skovbrandene, beordrede i slutningen af august samme år, at militæret i form af 44.000 soldater skulle sættes ind mod brandene, som der siden starten af året havde været 73.000 af - mod under 40.000 i hele 2018. De enkelte delstater skal dog anmode om hjælp, før militæret kan sættes ind mod brandene. Hvert minut afbrændes et område svarende til en fodboldbane. Der bor 30 mio. mennesker i det område, der er berørt af brandene.

## Baggrund
Årsagen til, at der kommer flere skovbrande er at landbruget illegalt fælder træerne, for at få mere plads, til hovedsagligt kvægdrift. Siden præsident Bolsonaro kom til magten i 2018 har han ført en politik, der mindsker beskyttelsen af regnskoven, men det skyldes også økonomiske kriser. Bolsonaro ønsker at "udvikle Amazonas til blandt andet landbrug og minedrift", hvilket har fået miljøorganisationer til at kalde ham "miljøfjendtlig", da han støtter blandt andet skovhugst, minedrift og landbrug, som er med til at nedbryde regnskoven.

## Internationale reaktioner
Omverden har reageret med krav om, at Brasilien skal bekæmpe skovbrandene. Frankrigs præsident Emmanuel Macron har foreslået, at emnet skulle diskuteres på et G7-topmøde, hvilket har fået Bolsonaro til at bede omverden blande sig udenom. Brasilien deltager ikke i det møde. Han anklagede desuden Macron for en kolonialistisk indstilling til Brasilien.
I forbindelse med G7-topmødet besluttede de deltagende lande at yde mindst 20 mio. euro til at slukke brandene. Det tilbud blev dog afvist af Bolsonaro, da han hævder, at var en indblanding fra Europoas side og at man hellere skulle genopbygge Notre Dame eller plante træer i Europa. Landets miljøminister Ricardo Salles havde dog først nået at acceptere tilbuddet. Den tyske forbundskansler Angela Merkel har udtalt, at "Selvfølgelig er det brasiliansk territorium, men spørgsmålet om regnskoven er reelt et globalt spørgsmål".
Derudover har den amerikanske skuespiller Leonardo DiCaprios klimafond Earth Alliance doneret 5 mio. dollars til at slukke skovbrandene. Pengene skal gå til "de oprindelige samfund og andre lokale partnere".
Blandt andre Finland, Irland og Frankrig taler om at forbyde import af brasilianske bøffer - blandt andet ved at kigge på en endnu ikke afgjort handelsaftale mellem EU og de sydamerikanske landes handelsforbund, Mercosur. Brasilien står for en femtedel af verdens eksport af kød.